# Huang Xiang
Huang Xiang (Xian de Guidong, provincia de Hunan, República Popular de la China, 26 de diciembre de 1941) es considerado uno de los grandes poetas de China del siglo XX, uno de los poetas preeminentes de la post Revolución Cultural china, y un maestro de la caligrafía.

## Biografía

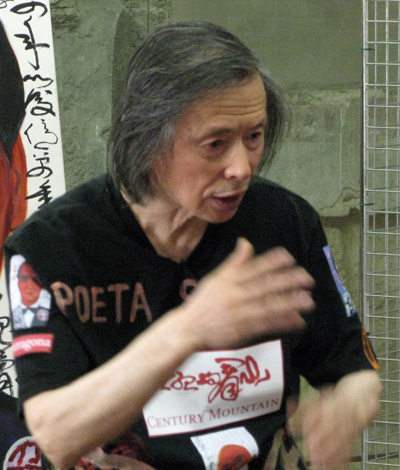
El poeta chino Huang Xiang en la inauguración de la exposición Century Mountain en Tarragona

Sufrió varios arrestos debido a sus escritos, su espíritu libre y su ayuda y soporte de los derechos humanos.  El año 1965 fue detenido y se le prohibió escribir y leer: sus escritos han sido prohibidos en la China durante 40 años. El año 1978 viajó a Pekín para publicar sus poemas en carteles de gran tamaño, que fueron conocidos con el nombre de Muro de la Democracia. El año 1997, después de muchos arrestos, más de doce años en prisiones chinas, donde fue torturado, y haber estado en el corredor de la muerte en dos ocasiones, se exilió en Estados Unidos.

## Obra
Es autor de más de 20 libros de poesía, que han sido traducidos a varios idiomas. Además, su creación abarca también la pintura, en el proyecto Century Mountain: haciendo pareja artística con el pintor norteamericano William Rock, Huang Xiang ha participado en la creación de lienzos con retratos de personajes relevantes (pintados por Rock) que el poeta ha completado con un poema pintado sobre el lienzo con caligrafía china. 
La muestra Century Mountain visitó la ciudad de Tarragona en 2010, donde el poeta participó de diferentes actos.